# Flavio Ronchi
Flavio Ronchi (Visano, 7 marzo 1947) è un ex calciatore italiano, di ruolo centrocampista.

## Carriera
Ala, cresciuto calcisticamente nell'Inter, senza riuscire ad approdare alla prima squadra, ha disputato cinque campionati di Serie B con le maglie di Modena e Avellino, per complessive 124 presenze e 10 reti in carriera.